# Glória Menezes
Nilcedes Soares de Magalhães, mai bine cunoscută sub numele de Glória Menezes, (n. 19 octombrie 1934, Pelotas, Rio Grande do Sul, Brazilia) este o actriță braziliană.
La vârsta de șase ani s-a mutat la São Paulo împreună cu familia sa, unde a studiat la Școala de Artă Dramatică a Universității din São Paulo și a înființat un grup de teatru numit "Tineretul Independent". Cariera sa profesională a început la TV Tupi din São Paulo în 1959, în filmul Um Lugar ao Sol, regizat de Dionísio Azevedo. În 1962 a participat la filmul O Pagador de Promessas, alături de Leonardo Villar și Anselmo Duarte. În 1963, alături de Tarcísio Meira, a realizat prima telenovelă de televiziune braziliană, 2-5499 Ocupado, transmisă de TV Excelsior.

## Viața personală
A fost căsătorită cu actorul Tarcísio Meira până la moartea acestuia, în 2021. Cuplul a avut un fiu, actorul Tarcísio Filho. Glória are alți doi copii, João Paulo și Maria Amélia, dintr-o căsătorie anterioară cu vărul său, realizată la vârsta de optsprezece ani.
Numele ei, Nilcedes, este rezultatul combinației dintre numele părinților săi: Nilo și Mercedes.